# Coscinomancia

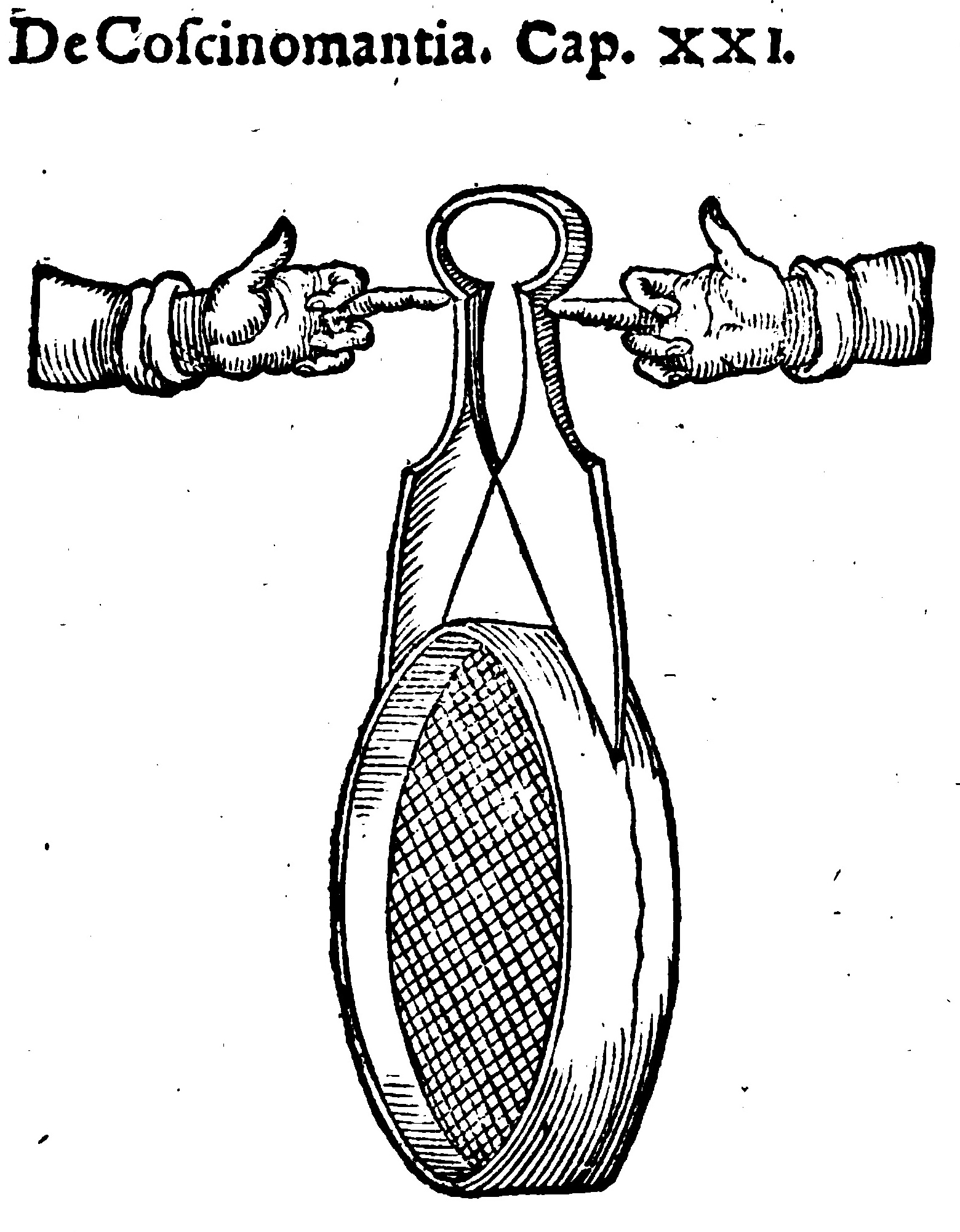
Gravura na obra completa de Cornélio Agripa (século XVI)

Coscinomancia ou cosquinomancia (do grego kóskinon, peneira) é uma forma de adivinhação que utiliza um crivo ou peneira. 
Ela foi realizada de várias maneiras e em muitas culturas ao longo da história. É atestada por escritores na Grécia e Roma Antigas e na Europa medieval e moderna, espalhando-se para os impérios coloniaise tornando-se prevalente, por exemplo, em Portugal e no Brasil, onde se referia a ela como "deitar a peneira", "sorte da peneira", ou era simplesmente chamada de "peneira" ou "quibando".
Seu uso mais frequente no Ocidente era para se determinar o culpado de um crime: enquanto seguravam a peneira com o apoio de uma tesoura, os praticantes invocavam palavras mágicas ou nomes de santos e elencavam uma série de nomes de pessoas suspeitas, até que a peneira espontaneamente girasse: isso conferia o indicativo do nome tido como culpado ou de respostas afirmativas, conforme outras perguntas. Outras formas de adivinhação pelo uso de peneira foram relatadas na Índia e China e também contemporaneamente.

## História

### Antiguidade
A palavra atual provém diretamente do latim medieval coscinomantia, derivada do grego antigo κασκινόμαντις.
Adivinhadores de peneira antigos são citados por Filípides, Querobosco, Artemidoro e Luciano de Samósata. Filóstrato, em Vida de Apolônio de Tiana, descreve velhas mulheres que portavam peneiras e que curavam animais de pastores por esse método. O autor distingue essas últimas como adivinhas sábias, enquanto os outros tipos eram adivinhadores informais.
Crivos, além de serem utensílios domésticos, eram associados a práticas mágicas na Antiguidade, e a partir do seu nome grego e de sua associação com a coscinomancia pode ter se derivado o nome da mênade Kosko. O papiro de Paris (IV, 2303 f. Preisendanz) do século IV inclui na lista de parafernálias mágicas a seguinte lista de materiais para um procedimento que não é descrito: "um velho utensílio, um crivo como meu símbolo e um pedaço de pão".

Mais notadamente a prática é citada por Teócrito, que em seu terceiro idílio faz referência a uma coscinomante que teria adivinhado que o amor do eu-lírico não era correspondido:
"E Agroio também, que adivinha com sua peneira (κοσκινóμάντις)―aquela que ultimamente cortava grama ao meu lado, disse-me a verdade, como meu coração era todo teu, enquanto tu não fazias conta de mim."
Na Antiguidade, segundo Ryszard Gansiniec, conforme as evidências sobreviventes não se sabe explicar como se procedia em realizar o método de adivinhação com peneira. Contemporaneamente, na Grécia se constata uma prática de adivinhação com peneira em que se joeira grãos e, conforme eles são peneirados e caem, o padrão que formam é interpretado. Ela foi descrita, por exemplo, no livro Liberdade ou Morte de Níkos Kazantzákis. W. Geoffrey Arnott supõe que essa prática atual poderia estar em continuidade com aquela antiga.

### Era medieval e modernidade
Na Deutsche Mythologie de Jacob Grimm, reúnem-se relatos medievais de coscinomancia da Alemanha, Dinamarca e França. Entre eslavos, finlandeses e húngaros ela também era bastante comum. Na Rússia medieval, variantes cristãs eram utilizadas para detectar ladrões. Lá, no século XIX, a prática tornou-se cada vez mais rural, sendo substituída por outros métodos de adivinhação em ambientes urbanos.
A adivinhação por peneira era presente na Escócia sob o nome wecht e foi posteriormente encontrada também na Suécia. Mas há ainda a possibilidade de que na cultura nórdica tradicional também fosse feita a adivinhação por peneira, tendo em vista que a coscinomancia é bastante difundida e que pode haver uma alusão no Lokasenna (século XIII) com possível lastro folclórico, em que a palavra vétt pode ser interpretada como apontando a tal prática.
Na Inglaterra, referida como sieve and shears, tornou-se cada vez mais registrada a partir do século XVI, mas já havia métodos semelhantes anteriormente, como o uso de um pão segurado por facas, que dava voltas no século XIV. Na Nova Inglaterra do século XVII também se verifica a adivinhação pela peneira. No poema Hudibras (1663) de Samuel Butler, encontram-se os versos: "o oráculo do crivo e das tesouras, cujo movimento é tão seguro como o das esferas".
Erasmo de Roterdã comenta sobre o cribro divinare (adivinhar pelo crivo) em seu Adágio I.x.8, citando referências clássicas e afirmando: "certas pessoas supersticiosas ainda usam esta prática de suspender uma peneira em uma corda para adivinhar atualmente".

É notável a menção feita por Cornélio Agripa, mais conhecido por seus Três Livros de Filosofia Oculta (1533). Após o disputado Quarto Livro da mesma série, uma obra intitulada Heptameron, ou Elementos Mágicos apareceu no primeiro volume da Opera omnia de Agripa, ou Obras Reunidas (por volta de 1600), cujos apêndices tratam brevemente de várias formas de magia cerimonial, incluindo a coscinomancia. Ele assim a descreve:
"A peneira é suspensa por pinças ou tenazes, que são sustentadas pelos dedos médios de dois assistentes. Assim, podem ser descobertos, com a ajuda do demônio, aqueles que cometeram um crime ou roubo ou infligiram algum ferimento. A conjuração consiste em seis palavras—não compreendidas nem por aqueles que as falam nem por outros—que são DIES, MIES, JESCHET, BENEDOEFET, DOWIMA e ENITEMAUS; uma vez pronunciadas, elas compelem o demônio a fazer a peneira, suspensa por suas pinças, girar no momento em que o nome do culpado é pronunciado (pois todas as pessoas suspeitas devem ser nomeadas), e assim o culpado é instantaneamente conhecido. (...) Mais de trinta anos desde que fiz uso dessa maneira de adivinhação três vezes; a primeira vez foi por ocasião de um roubo que havia sido cometido; a segunda por causa de certas redes ou armadilhas minhas, usadas para capturar pássaros, terem sido destruídas por alguém invejoso; e a terceira para encontrar um cachorro perdido que me pertencia e pelo qual eu dava grande valor. Em cada tentativa, minha sorte foi bem sucedida; mesmo assim, parei depois da última vez, com medo de que o demônio me enredasse em suas armadilhas."
A chamada prova da Bíblia e da chave é uma variante disso, conforme relatada por Cornélio Agripa: também usada para detectar quem é o ladrão, lia-se o Salmo 50 e, quando se pronunciava o versículo "Quando vês o ladrão, consentes com ele", o arranjo apontava o culpado.
Enquanto Agripa atribuía o movimento a demônios, houve interpretações mais positivas, por exemplo de que seria Deus quem providenciava sua assistência em mover a peneira. O clérigo Thomas Gataker, no século XVI, levantou uma outra possibilidade de que os praticantes moviam suas mãos inconscientemente quando escutavam o nome da pessoa criminosa.

Jean Belot, em 1640, tinha uma opinião positiva de que não ela violaria os princípios da Igreja:
"Como a sorte era permitida na antiguidade e quando a Igreja estava em seus primórdios, que me seja permitido também por nossos mestres dar sem escândalo, seguindo os antigos, a sorte da peneira, como nossos ancestrais usavam desde o reinado de Carlos Magno e seu filho, Carlos, o Calvo, e verdadeiramente sem impedimentos na própria Igreja, como vemos em nossos antigos rituais."
Tommaso Campanella relata que viu garotos utilizando uma peneira para adivinhar após terem perdido um manto, invocando nomes, e que a peneira girou quando o nome do acusado foi pronunciado. Mesmo após Campanella ter orado junto com os garotos―segundo afirma, para evitar armações do Diabo―a peneira girou da mesma forma ao se repetir o procedimento.
Jean-Baptiste Thiers em seu Tratado das Superstições diz: "Os estatutos sinodais de St. Malo, em 1618, e os de Agen, em 1673, condenam explicitamente a coscinomancia, ou adivinhação que se realiza com uma peneira que se gira para descobrir as coisas que nos perturbam. Era muito usada entre os anciãos. Foi isso que deu origem ao provérbio latino cribro divinare".
Outras referências à coscinomancia podem ser encontradas no Pantagruel de François Rabelais (1532: III. xxv.); De Praestigiis Daemonum et Incantationibus ac Venificiis, de Johann Weyer (1583: xii.); e Technogamia, ou o Casamento das Artes de Barten Holyday (1618: II. iii. ll. 89-146 (G2v)).

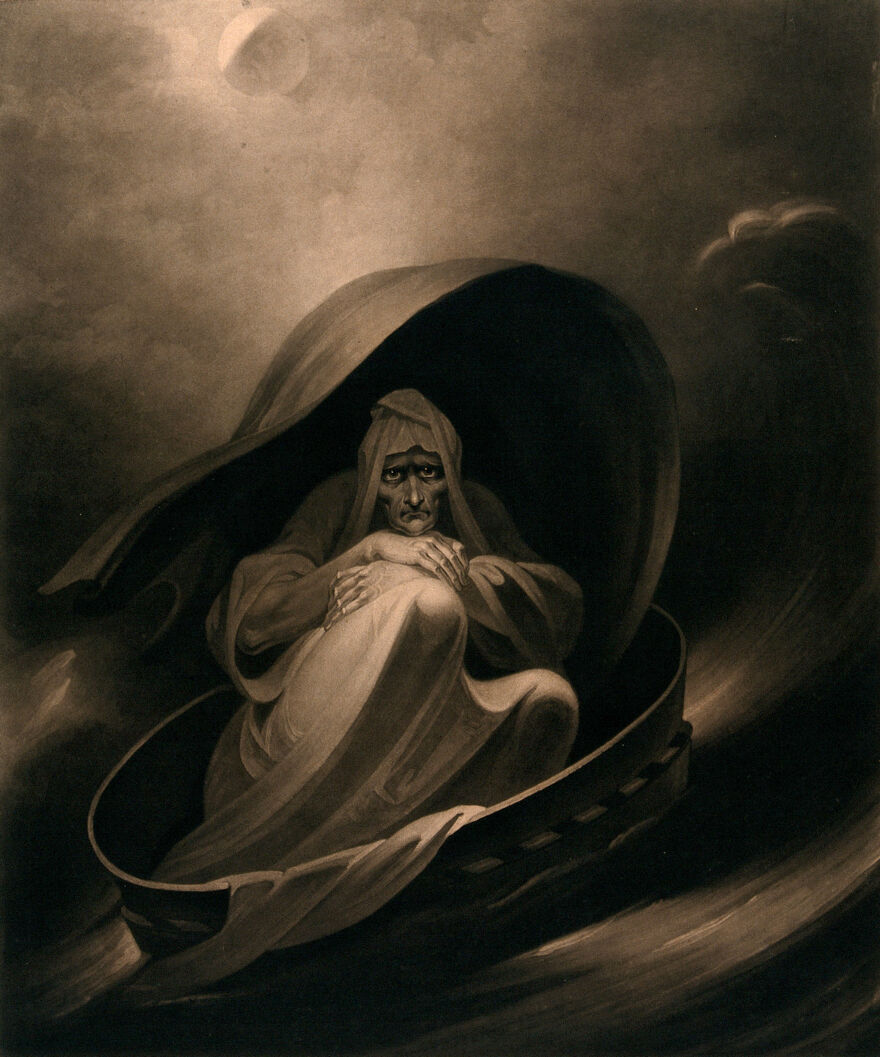
Uma bruxa voando sobre uma peneira em uma pintura por Charles Turner (1807), remetendo à cena do Macbeth.

Bruxas passaram a se tornar cada vez mais associadas à peneira, mesmo que a adivinhação por meio desse instrumento não fosse citada. Assim, por exemplo, aparece no Macbeth de Shakespeare uma bruxa afirmando que viajará a Alepo em sua peneira para castigar um marinheiro. Em gravuras antigas, também aparecia como instrumento utilizado por bruxas, por exemplo na obra São Jacó com o mágico Hermógenes (1565) de Brueghel e em Départ pour le Sabbat (século XVIII) de Pierre Maleuvre.
A coscinomancia foi utilizada também para detecção de bruxaria entre acusados na Europa moderna, mas o uso mais comum continuou sendo para se detectar ladrões quando era pronunciado o nome. Goethe, no Fausto, cita este uso.
Jean Bodin, em seu tratado Sobre a Demonomania dos Feiticeiros (1580), descreveu dois casos de coscinomancia, um deles sendo utilizado para revelar uma bruxa, e referindo à praticante como também sendo uma bruxa. Ele afirmava que as palavras da invocação eram apenas um engano, pois quem movia a peneira era o Diabo e maus espíritos:
"Vinte anos atrás, eu estava em uma das casas mais importantes de Pris, quando, na presença de várias pessoas distintas, um jovem fez uma peneira se mover sem tocá-la, e sem nenhum outro mistério, exceto dizendo certas palavras em francês que não escreverei, e repetindo-as várias vezes. Mas, como prova de que um espírito maligno estava com aquela pessoa, outra pessoa, em sua ausência, tentou fazê-lo, proferindo as mesmas palavras, e nada aconteceu. Quanto a mim, afirmo que é uma impiedade. Pois, em primeiro lugar, é blasfêmia contra Deus jurar por qualquer outro que não Ele, o que ele fez. Em segundo lugar, é um meio diabólico, visto que não pode ser feito naturalmente e é proibido pela lei de Deus. E afirmar que a virtude das palavras produz algo aqui torna óbvio que se trata de um truque diabólico, que os espíritos malignos costumam usar para capturar os ignorantes e, aos poucos, guiá-los para sua escola."
"Havia uma bruxa que revelou outra bruxa com uma peneira, depois de ter dito algumas palavras, enquanto alguém nomeava todos os suspeitos. Quando por acaso nomeavam o culpado do crime, a peneira se movia constantemente. E a bruxa culpada, como se viu, veio à casa e foi posteriormente condenada. Mas também se deveria ter levado a julgamento a que usou a peneira. Tudo isso é feito por arte diabólica, pois que aqueles que veem a maravilha vão ainda mais longe para aprender tudo sobre bruxaria. Pois Satanás já está certo de que a bruxa é sua, e ele quer conquistar outros."
Nos julgamentos de Salém, duas mulheres investigadas e questionadas praticavam a coscinomancia. Embora lá não fosse um foco de bruxaria tal como os magistrados afirmavam ser, pelo menos alguns residentes realizavam práticas mágicas populares como essa. Rebecca Johnson negava as acusações de bruxaria feitas contra ela, mas admitiu que ela e sua filha suspenderam uma peneira com tesouras para saber se seu cunhado estava vivo. Outra investigada, Sarah Hawkes, também girava a peneira para prever o futuro. Em julgamentos de bruxas dinamarqueses, a prática também era frequentemente constatada.
Na Escócia do século XIX, relata-se uma prática diferente de adivinhação por peneira para gerar aparições, que costumava ser feita em celeiros no Halloween: "Pegue a peneira ou cesta de joeiramento, que em escocês das terras baixas é chamada de wecht ou waicht, e execute a ação de joeirar milho. Repita três vezes, e na terceira vez a aparição do seu futuro marido ou esposa passará pelo celeiro, entrando pela porta e saindo pela outra."
O fenômeno das mesas girantes do século XIX foi associado por seus observadores contemporâneos à coscinomancia: esta foi considerada uma precursora, pois ambas as técnicas adotavam a rotação de um instrumento para supostos fins adivinhatórios ou espirituais.
Na Índia do século XIX, foi relatado que, entre os kols e oraons, quando o ofício de sacerdote da vila se tornava vacante, era prevalente o costume de se segurar uma peneira e deixar que ela conduzisse, arrastando seu portador até alguém, indicando que essa seria a nova pessoa que deveria ocupar o cargo.
Há uso contemporâneo da prática nas Filipinas, a qual, segundo Richard Gordon, teria sido transmitida a partir da Espanha.

#### Portugal e Brasil
Em Portugal, a prática é atestada por exemplo na Constituição do arcebispado de Évora de 1534. No Auto do Mouro Encantado (1587) de António Prestes ela foi também citada. Um praticante de adivinhação pela peneira podia ser chamado em português de peneireiro.
No convento de Chelas em 1644, a coscinomancia se incluiu dentre as práticas mágicas feitas por suas freiras, conforme registrado pela Inquisição de Lisboa.

Segundo James H. Sweet, no Brasil Colônia do século XVII talvez o método de adivinhação "angolano" mais comum era o chamado quibando. Esse nome era derivado da palavra kibandu, que em quimbundo significa "peneira". O historiador afirma que o método não era africano, mas que ele teria se originado da Inglaterra do século XVI, sendo passado a Portugal. Assim, em uma confissão inquisitorial no Brasil de 1687 feita por Sebastião de Prado Pereira, sobre quando ele viu uma mulher chamada Mariana Pinheiro e sua jovem escrava realizando quibando, o procedimento foi descrito da mesma maneira em que essa adivinhação com peneira era realizada na Inglaterra, que era a seguinte:
"Espete uma tesoura no aro de uma peneira e deixe que duas pessoas coloquem a ponta de cada um dos seus indicadores na parte superior da tesoura, segurando-a firmemente com a peneira levantada do chão; e pergunte a Pedro e Paulo se A, B e C roubaram o objeto perdido; e, na nomeação do culpado, a peneira dará uma volta".
O método era realizado em Portugal simplesmente sob o nome de "peneira", mas em todo o mundo colonial ele recebeu o termo africano "quibando", sendo chamado assim inclusive em Goa, na Índia: apesar de suas origens europeias, segundo Sweet, os portugueses católicos preferiam categorizá-lo dentre os rituais de adivinhação africanos, considerados diabólicos ou supersticiosos. Em todos os casos de quibando registrados, os escravos eram considerados a parte culpada nos julgamentos, mas quase sempre eram pessoas brancas que conduziam o ritual.
O uso mais antigo registrado desse tipo de adivinhação no Brasil é do século XVI, no Pernambuco, atribuído à "mulata" Felícia Tourinho. Durante sua prisão, descreve-se que ela tomou uma tesoura, pregou-a "no meio de um chapim" e disse: "diabo guedelhudo, diabo orelhudo, diabo felpudo, tu me digas se vai fulano por tal caminho (...) se isto é verdade tu faças andar isto, se não é verdade não o faças andar". A tesoura e o calçado giraram e se inclinaram a um lado, e depois foi descoberto que um homem de fato tinha ido ao lugar apontado por aquela direção.
Em uma denúncia feita pelo padre Francisco Xavier contra sua vizinha Antonia Maria, em 1718, ele conta que, quando estava em dúvida se ele seria futuramente investido como sacerdote, Antonia afirmou-lhe que sim. Intrigado, deixou-a visitar sua casa para realizar um ritual, portando uma peneira e tesoura. Enquanto cada um deles segurava um dos lados da peneira, Antonia recitou invocando São Pedro e São Paulo e, quando afirmou "Francisco Xavier será sacerdote", a peneira começou a girar, enquanto a tesoura se mantinha fixa no aro no mesmo lugar. Mas quando Francisco Xavier negava, segundo ele relata, a peneira parava de se movimentar.
Uma variante bastante comum no Brasil envolvia um balaio no lugar da peneira. No Maranhão, em 1750, conta-se de um método com balaio para detectar o responsável por furto, em que o balaio virava sozinho quando se pronunciava o nome do culpado. No Grão-Pará, também houve vários casos dessa prática do balaio com tesoura e ela se tornou muito popular entre a população indígena e mestiça do Norte.

#### China
Chao Wei-Pang propôs que a prática de escrita de espíritos chamada fuji (扶乩) se originava da adivinhação de peneira, que na China era notadamente feita em invocações à deusa Zigu, e associa como esse tipo de adivinhação era praticado por vários povos. Ele compara a invocação de Zigu com a prática europeia mais recente de coscinomancia e com aquela indiana, em que um galho em forma de T transfixa um cesto de vime.
"Fuji" pode ser escrita com a forma 扶箕, em que o caractere 箕 (ji) se refere a um cesto de joeirar. Alguns grupos continuam utilizando atualmente um cesto de joeira ou uma peneira e alguns autores se utilizaram do neogrecismo "coscinomancia" para traduzi-la. Porém, apesar de ser um de seus instrumentos mais antigos, o mais normal é o uso de uma vara bifurcada.